# Patrick van Aanholt
Patrick John Miguel van Aanholt (Bolduque, Brabante Septentrional, 29 de agosto de 1990), más conocido como Patrick van Aanholt, es un futbolista neerlandés. Juega como defensa y milita en el Sparta de Róterdam de la Eredivisie.

## Trayectoria

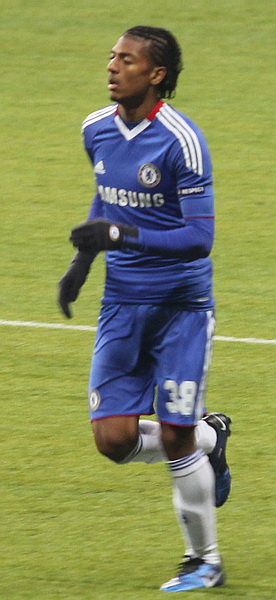
Patrick van Aanholt durante un encuentro ante el Spartak de Moscú el 19 de octubre de 2010.

A los 3 años de edad, Patrick se unió a la academia del OSC'45 de su natal Bolduque, para luego marcharse al Den Bosch a los 10 años de edad y posteriormente irse al PSV Eindhoven en 2005. Con el PSV, Patrick hizo su debut a los 16 años de edad en un encuentro amistoso ante el HVCH el 19 de mayo de 2007. Luego, el 3 de julio de 2007, Patrick fue contratado por el Chelsea FC de Inglaterra. Patrick rápidamente dejó la impresión de ser un jugador versátil luego de su llegada, jugando tanto de lateral izquierdo, como de defensa central e incluso de extremo. Patrick disputó 11 partidos y anotó un gol con el equipo juvenil durante la temporada 2007-08, además de haber sido parte fundamental en la defensa del equipo durante la incursión de este en la FA Youth Cup, desempeñándose como defensa central junto a su compatriota Jeffrey Bruma. Patrick ayudó al equipo a alcanzar la final, donde fueron derrotados por el Manchester City. También disputó 15 partidos con el equipo de reservas, siendo el tercer jugador con la mayor cantidad de partidos disputados en la liga, además de haber anotado un gol desde una distancia de 27 metros ante el Derby County. Para la siguiente temporada, Patrick disputó solamente 12 partidos con las reservas, aunque aumentó su productividad en goles a 2.
El 7 de julio de 2009, Patrick fue cedido al Coventry City hasta diciembre del mismo año. Con este equipo, Patrick hizo su debut como titular el 9 de agosto de 2009 en la victoria por 2-1 frente al Ipswich Town. Patrick logró disputar 20 partidos durante su estancia con el Coventry. Después de su regreso al Chelsea, Patrick fue ascendido al primer equipo, asignándosele el dorsal #52. También fue llamado a su primer partido el 23 de enero de 2010 ante el Preston North End en la FA Cup, aunque permaneció en la banca durante todo el encuentro. En dicho partido, el Chelsea se impuso como visitante por 2-0. Sin embargo, unos días después, el 29 de enero de 2010, Patrick fue cedido nuevamente, esta vez al Newcastle United hasta el 28 de febrero de 2010. Su debut con el Newcastle sería al día siguiente en el empate a 0-0 frente al Leicester City. Patrick disputó solamente 7 partidos con el Newcastle antes de regresar al Chelsea.

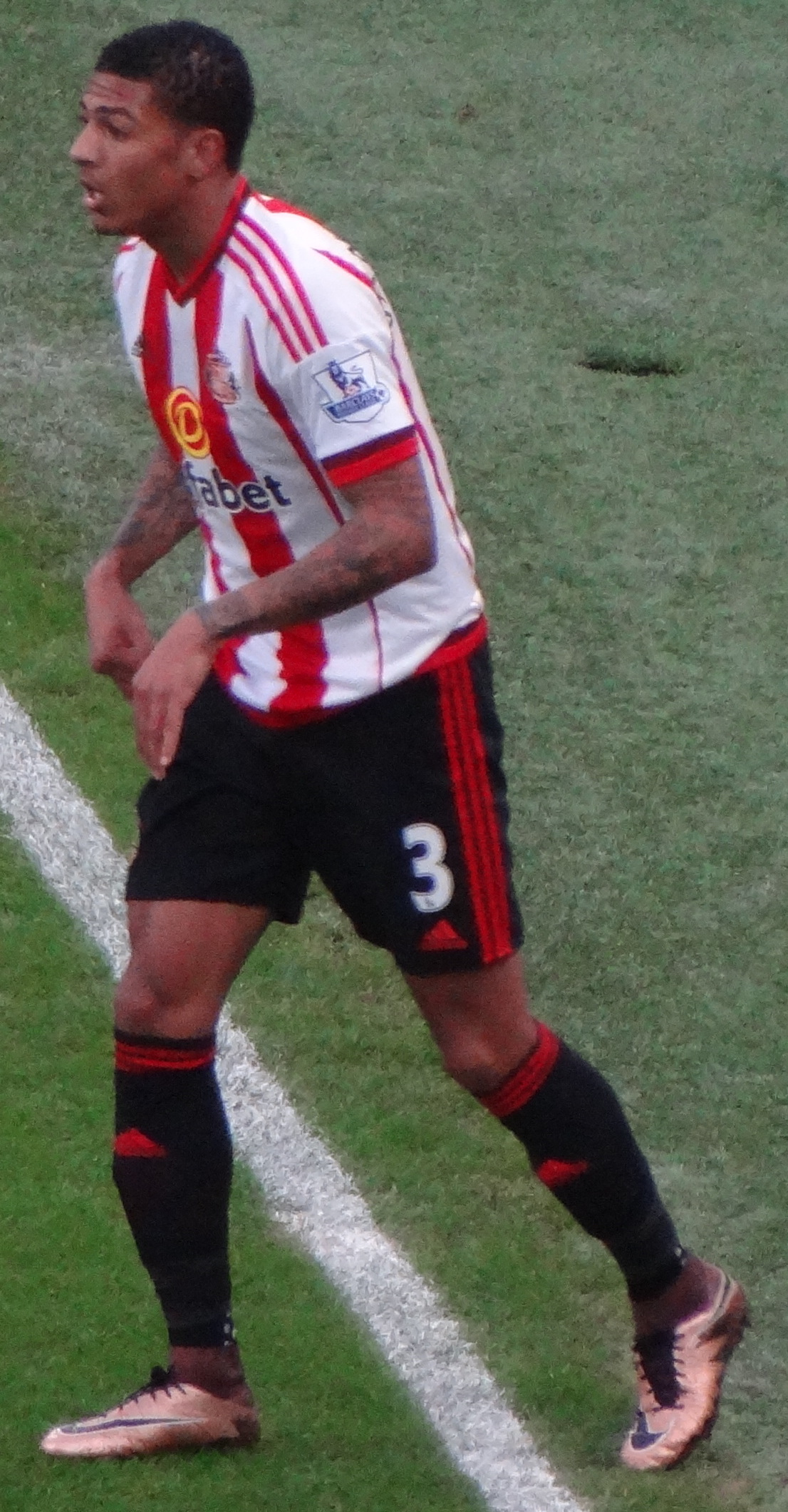
Patrick van Aanholt jugando para Sunderland.

El 24 de marzo de 2010, casi un mes después de haber regresado al Chelsea, Patrick debutó en la Premier League en la victoria por 5-0 ante el Portsmouth FC, habiendo entrado de cambio al minuto 69 por Yuri Zhirkov. Su debut en la Liga de Campeones fue el 15 de septiembre de 2010 en la victoria por 4-1 frente al MŠK Žilina, al haber entrado de cambio en el minuto 87 por Florent Malouda. Luego, seis días después, Patrick debutó como titular en la Football League Cup ante el Newcastle United, en donde también debutó como goleador, al haber anotado al minuto 5 el gol que ponía momentáneamente arriba al Chelsea por 1-0, así como haber dado una asistencia de gol a Nicolas Anelka en el minuto 70 para la segunda anotación del equipo, aunque al final, el Newcastle se llevaría la victoria por 4-3. También debutó como titular en la Liga de Campeones el 23 de noviembre de 2010 ante el Žilina, en donde Patrick disputó todo el encuentro, ayudando al Chelsea a llevarse la victoria por 2-1. También fue titular en la victoria por 7-0 sobre el Ipswich Town en la FA Cup el 9 de enero de 2011, aunque fue sustituido en el minuto 70 por Jeffrey Bruma debido a una lesión.
El 26 de enero de 2011, Patrick fue cedido al Leicester City de la Football League Championship hasta el final de la temporada 2010-11. Su debut con el Leicester fue el 1 de febrero de 2011 en la victoria por 1-0 ante el Sheffield United. Al final del mes, y luego de seis encuentros disputados con el Leicester, Patrick sufrió un desgarro muscular en su muslo, lo que lo mantuvo fuera de las canchas durante un mes. Su primer gol con el Leicester sería el 9 de abril de 2011 en la victoria por 4-0 ante el Burnley FC. En total, Patrick disputó 12 partidos y anotó un gol durante su préstamo con el Leicester.
Luego de haber regresado al Chelsea, Patrick firmó una extensión de contrato por 4 años, lo que lo mantiene en el club hasta 2015. No obstante, el 31 de agosto de 2011, Patrick fue nuevamente cedido, ahora al Wigan Athletic hasta el final de la temporada 2011-12. Su debut sería en la derrota por 2-1 frente al Crystal Palace en la Football League Cup el 13 de septiembre de 2011, disputando el encuentro como titular. También debutaría con el Wigan en la Premier cuatro días después, cuando su equipo nuevamente fue derrotado por 2-1, ahora frente al Everton FC.
Luego de estar cedido en el SBV Vitesse por 2 años, en 2014 fue cedido nuevamente al Sunderland.

## Selección nacional
Ha sido internacional con la selección de Países Bajos sub-16, sub-17, sub-18, sub-19, sub-20 y sub-21. Con la sub-17, Patrick disputó el Campeonato Europeo Sub-17 de 2007, en donde marcó un gol en la derrota por 3-2 ante Alemania en el juego por el quinto lugar.  en esta categoría en 2007. Con la sub-21, Patrick debutó el 19 de mayo de 2010 en la derrota por 3-1 ante Portugal.

### Participaciones en Eurocopas
| Eurocopa      | Sede   | Resultado        | Partidos | Goles |
| ------------- | ------ | ---------------- | -------- | ----- |
| Eurocopa 2020 | Europa | Octavos de final | 4        | 0     |

## Estadísticas

### Clubes
Actualizado hasta el 18 de mayo de 2025.
| Club                              | Div.          | Temporada     | Liga  | Liga  | Copas nacionales | Copas nacionales | Copas internacionales | Copas internacionales | Total | Total |
| Club                              | Div.          | Temporada     | Part. | Goles | Part.            | Goles            | Part.                 | Goles                 | Part. | Goles |
| --------------------------------- | ------------- | ------------- | ----- | ----- | ---------------- | ---------------- | --------------------- | --------------------- | ----- | ----- |
| Coventry City F. C. Inglaterra    | 2.ª           | 2009-10       | 20    | 0     | 0                | 0                | ―                     | ―                     | 20    | 0     |
| Coventry City F. C. Inglaterra    | Total club    | Total club    | 20    | 0     | 0                | 0                | 0                     | 0                     | 20    | 0     |
| Newcastle United F. C. Inglaterra | 2.ª           | 2009-10       | 7     | 0     | ―                | ―                | ―                     | ―                     | 7     | 0     |
| Newcastle United F. C. Inglaterra | Total club    | Total club    | 7     | 0     | 0                | 0                | 0                     | 0                     | 7     | 0     |
| Chelsea F. C. Inglaterra          | 1.ª           | 2009-10       | 2     | 0     | 0                | 0                | 0                     | 0                     | 2     | 0     |
| Chelsea F. C. Inglaterra          | 1.ª           | 2010-11       | 0     | 0     | 2                | 1                | 4                     | 0                     | 6     | 1     |
| Chelsea F. C. Inglaterra          | Total club    | Total club    | 2     | 0     | 2                | 1                | 4                     | 0                     | 8     | 1     |
| Leicester City F. C. Inglaterra   | 2.ª           | 2010-11       | 12    | 1     | ―                | ―                | ―                     | ―                     | 12    | 1     |
| Leicester City F. C. Inglaterra   | Total club    | Total club    | 12    | 1     | 0                | 0                | 0                     | 0                     | 12    | 1     |
| Wigan Athletic F. C. Inglaterra   | 1.ª           | 2011-12       | 3     | 0     | 1                | 0                | ―                     | ―                     | 4     | 0     |
| Wigan Athletic F. C. Inglaterra   | Total club    | Total club    | 3     | 0     | 1                | 0                | ―                     | ―                     | 4     | 0     |
| S. B. V. Vitesse · Países Bajos   | 1.ª           | 2011-12       | 10    | 0     | 1                | 0                | ―                     | ―                     | 11    | 0     |
| S. B. V. Vitesse · Países Bajos   | 1.ª           | 2012-13       | 31    | 1     | 4                | 0                | 4                     | 1                     | 39    | 2     |
| S. B. V. Vitesse · Países Bajos   | 1.ª           | 2013-14       | 29    | 4     | 3                | 1                | 2                     | 0                     | 34    | 5     |
| S. B. V. Vitesse · Países Bajos   | Total club    | Total club    | 70    | 5     | 8                | 1                | 6                     | 1                     | 84    | 7     |
| Sunderland A. F. C. Inglaterra    | 1.ª           | 2014-15       | 28    | 0     | 5                | 1                | ―                     | ―                     | 33    | 1     |
| Sunderland A. F. C. Inglaterra    | 1.ª           | 2015-16       | 33    | 4     | 3                | 0                | ―                     | ―                     | 36    | 4     |
| Sunderland A. F. C. Inglaterra    | 1.ª           | 2016-17       | 21    | 3     | 5                | 0                | ―                     | ―                     | 26    | 3     |
| Sunderland A. F. C. Inglaterra    | Total club    | Total club    | 82    | 7     | 13               | 1                | 0                     | 0                     | 95    | 8     |
| Crystal Palace F. C. Inglaterra   | 1.ª           | 2016-17       | 11    | 2     | ―                | ―                | ―                     | ―                     | 11    | 2     |
| Crystal Palace F. C. Inglaterra   | 1.ª           | 2017-18       | 28    | 5     | 4                | 0                | ―                     | ―                     | 32    | 5     |
| Crystal Palace F. C. Inglaterra   | 1.ª           | 2018-19       | 36    | 3     | 3                | 1                | ―                     | ―                     | 39    | 4     |
| Crystal Palace F. C. Inglaterra   | 1.ª           | 2019-20       | 29    | 3     | 0                | 0                | ―                     | ―                     | 29    | 3     |
| Crystal Palace F. C. Inglaterra   | 1.ª           | 2020-21       | 22    | 0     | 1                | 0                | ―                     | ―                     | 23    | 0     |
| Crystal Palace F. C. Inglaterra   | Total club    | Total club    | 126   | 13    | 8                | 1                | 0                     | 0                     | 134   | 14    |
| Galatasaray S. K. Turquía         | 1.ª           | 2021-22       | 35    | 2     | 1                | 0                | 12                    | 1                     | 48    | 3     |
| Galatasaray S. K. Turquía         | 1.ª           | 2022-23       | 10    | 0     | 4                | 0                | ―                     | ―                     | 14    | 0     |
| Galatasaray S. K. Turquía         | Total club    | Total club    | 45    | 2     | 5                | 0                | 12                    | 1                     | 62    | 3     |
| PSV Eindhoven · Países Bajos      | 1.ª           | 2022-23       | 15    | 1     | 4                | 1                | 2                     | 0                     | 21    | 2     |
| PSV Eindhoven · Países Bajos      | 1.ª           | 2023-24       | 24    | 1     | 3                | 0                | 4                     | 0                     | 31    | 1     |
| PSV Eindhoven · Países Bajos      | Total club    | Total club    | 39    | 2     | 7                | 1                | 6                     | 0                     | 52    | 3     |
| Sparta de Róterdam · Países Bajos | 1.ª           | 2024-25       | 21    | 0     | 0                | 0                | ―                     | ―                     | 21    | 0     |
| Sparta de Róterdam · Países Bajos | Total club    | Total club    | 21    | 0     | 0                | 0                | 0                     | 0                     | 21    | 0     |
| Total carrera                     | Total carrera | Total carrera | 427   | 30    | 44               | 5                | 28                    | 2                     | 499   | 37    |
| 1. 2.                             |               |               |       |       |                  |                  |                       |                       |       |       |

### Resumen estadístico
|                       | Partidos | Goles | Promedio |
| --------------------- | -------- | ----- | -------- |
| Premier League        | 213      | 20    | 0,09     |
| EFL Championship      | 39       | 1     | 0,03     |
| Copas nacionales      | 32       | 4     | 0,13     |
| Copas internacionales | 10       | 1     | 0,1      |
| Total                 | 294      | 26    | 0,09     |

## Palmarés

### Títulos nacionales
| Título                        | Club          | País         | Año  |
| ----------------------------- | ------------- | ------------ | ---- |
| Copa de los Países Bajos      | PSV Eindhoven | Países Bajos | 2023 |
| Supercopa de los Países Bajos | PSV Eindhoven | Países Bajos | 2023 |
| Eredivisie                    | PSV Eindhoven | Países Bajos | 2024 |

### Distinciones individuales
| Distinción                               | Año  |
| ---------------------------------------- | ---- |
| Mejor Jugador sub-17 de los Países Bajos | 2007 |